# N-methyl-D-asparaginezuur
N-methyl-D-asparaginezuur (NMDA) is een derivaat van het aminozuur asparaginezuur dat zich als een specifieke agonist op de NMDA-receptor gedraagt, en daarom de actie van de neurotransmitter glutamaat nabootst op de receptor.
In tegenstelling tot glutamaat bindt het slechts aan de NMDA-receptor, en niet aan andere receptoren die glutamaat gebruiken.
Voorbeelden van inhibitoren van de NMDA-receptor zijn APV, ketamine, dextromethorfan en PCP (fencyclidine). Ketamine, dextromethorphan en PCP worden recreatief gebruikt als dissociatieve drugs. Gewoonlijk worden deze substanties als NMDA-receptor antagonisten aangeduid.